# Энгельман, Иван Егорович
Ива́н Его́рович Энгельма́н (нем. Johannes August Engelmann; 1832, Митава — 1912, Юрьев) — российский правовед; заслуженный профессор Дерптского университета.

## Биография
Родился в Митаве 25 июня (7 июля) 1832 года; младший брат Августа Энгельмана. Их отец, саксонец по рождению, Эрнст Георг Энгельманн (нем. Ernst Georg Engelmann; 1799—1882), получил богословское образование в Дерптском университете. В 1828—1862 годах был старшим преподавателем гимназии в Митаве, затем — инспектором. Мать (Karoline Henriette Loopuyt) умерла в 1840 году. В семье было ещё 4 дочери.
В 1845—1850 годах учился в Митавской гимназии. В 1855 году с отличием и званием кандидата окончил юридический факультет Санкт-Петербургского университета; за счёт университета было напечатано студенческое сочинение Энгельмана, удостоенное по отзыву К. А. Неволина золотой медали: «Систематическое изложение гражданских законов псковской судной грамоты» (СПб., 1855).
Служил при департаменте министерства народного просвещения. В 1859 году защитил в петербургском университете магистерскую диссертацию по гражданскому праву на тему «О приобретении права собственности на землю по русскому праву»; в 1860 году диссертация была отмечена малой Уваровской премией Российской академии наук.
По получении магистерской степени получил предложение занять должность доцента в Ришельевском лицее, которое не принял. В марте 1860 года был избран Советом Дерптского университета исполняющим должность экстраординарного профессора по кафедре русского права. В том же году получил ещё два предложения: занять кафедру гражданского права в училище правоведения и преподавать историю русского права в Александровском лицее. «Желая сохранить такую крупную научную силу» Совет Дерптского университета 10 марта 1861 года избрал Энгельмана и.д. ординарного профессора юридического факультета. Оставшись в Дерпте, Энгельман работал в течение 40 лет профессором кафедры русского, а затем гражданского права; в 1867 году защитил докторскую диссертацию «Die Verjährung nach russischem Privatrecht» (переработана по-русски — «О давности по русскому гражданскому праву»); 16 ноября 1885 года был утверждён в звании заслуженного профессора. Читал в университете курсы по истории русского права, русскому государственному праву, русскому гражданскому праву и судопроизводству, уголовному праву и судопроизводству. Занимал должность декана (1876—1882 и 1892—1894). С 12 июля 1900 года — в отставке по прошению.
Был председателем Учёного эстонского общества с 1864 по 1867 год и почётным членом с 1910 года. Издавал журнал «Dorpater Juristische Studien» (1893—1896). В «Centralblatt der Rechtswissenschaft» в период 1882—1894 годов систематически знакомил немецких учёных с текущей русской юридической литературой.
Умер в Юрьеве 4 (17) сентября 1912 года.

## Научная деятельность

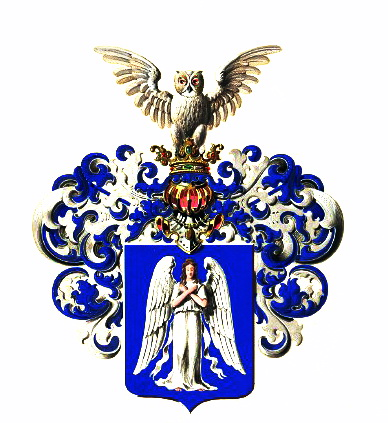
Герб рода дворян Энгельман внесен в Часть 15 Общего гербовника дворянских родов Всероссийской империи, стр. 102

Сферу научных интересов Энгельмана составляли проблемы гражданского права, а также теории и истории русского права.
В области гражданского права им опубликован ряд работ, внёсших весомый вклад в развитие отечественной цивилистики и обративших внимание современников. Это, в частности, публикации: дипломная работа «Систематическое изложение гражданских законов, содержащихся в Псковской судебной грамоте» (СПб., 1855); «О давности по русскому гражданскому праву» (СПб., 1868), удостоенная малой Уваровской премией в 1869 году; «Учебник русского гражданского судопроизводства» (Юрьев, 1899); ряд статей в ведущих юридических журналах. Эти работы характеризует широкое знание автором источников права, их обстоятельный и точный анализ, обоснованная критика своих научных оппонентов и имеющейся судебной практики.
Ещё более весомой является заслуга Энгельмана в пропаганде русского права, его важнейших законов, в европейских странах. В течение долгих лет он сотрудничал в немецком издании «Centralblatt für Rechtswissenschaft», в котором регулярно знакомил немецкого читателя с русской юридической литературой. Кроме того, он опубликовал и ряд работ по истории русского права на немецком языке, в которых излагал основы российского законодательства, описывал государственные учреждения России, в частности: «Peter der Grosse, seine Jugend und das Wesen seiner Reformen» (Дерпт, 1872), «Entstehung und Aufhebung der Leibeigenschaft in Russland» (1880—1881), «Das Staatsrecht des Kaisertums Russland» (Фрайбург 1889), «Der Civilprocess, das Konkursrecht die Erbschaftsregulierung und die Konsulargerichtsbarkeit in Russland» (Берлин 1896).
В издании «Das Staatsrecht des Kaisserthums Russland» он описал основные этапы истории становления и развития Российского государства, а также особенности организации управления в отдельных областях России.
И. Е. Энгельман был последовательным сторонником исторической школы права и потому отличал право, воспроизведённое народным правосознанием, от принятого государством закона и основную задачу российских правоведов видел в максимально возможном сближении положительного законодательства и народного права. Вопреки взглядам русских правоведов, признававших решающее воздействие зарубежного законодательства на русское право, И. Е. Энгельман в системе русского права видел самостоятельное явление русского народа, его самобытный дух, обосновывал необходимость и возможность обособленного изучения русского законодательства и права.
Им были также написаны биографические очерки Державина, Сиверса, гр. Дашковой, кн. Долгоруковой, гр. Миниха, гр. Панина, напечатанные в 1881—1892 годах в «Baltische Monatsschrift».

## Семья
С 20 мая 1862 года был женат на Елизавете фон Брискорн (1843—1912), дочери статского советника, почтмейстера, капитана в отставке Якова Максимовича фон Брискорн (1804—1868). Их дети: Георг (1863—1943), Вольдемар  (1865—1942), Адольф (1866—1942), Елена-Луиза (в замужестве Стендер; 1869—1945), Макс-Карл (1875—?), Иоганн (1878—1927), Елизавета-Мария (1884—?).